# Opisthocentrus tenuis
Opisthocentrus tenuis är en fiskart som beskrevs av Bean och Bean, 1897. Opisthocentrus tenuis ingår i släktet Opisthocentrus och familjen taggryggade fiskar. Inga underarter finns listade i Catalogue of Life.